# Duck Rock
Az 1983-as Duck Rock Malcolm McLaren nagylemeze. Az album megkedveltette a hiphopot a közönséggel az Egyesült Királyságban. Két kislemez (Buffalo Gals és Double Dutch) mind az Egyesült Királyságban, mind az Egyesült Államokban sláger lett.
Sok kritikus azonnal megkedvelte a lemezt, több legjobb listára felkerült. Szerepel az 1001 lemez, amit hallanod kell, mielőtt meghalsz című könyvben.

## Az album dalai
| 1. | Obatala        | Trevor Horn, Malcolm McLaren | 4:17 |
| 2. | Buffalo Gals   | Anne Dudley, Horn, McLaren   | 4:22 |
| 3. | Double Dutch   | Horn, McLaren                | 5:53 |
| 4. | El San Juanera | Horn, McLaren                | 1:56 |
| 5. | Merengue       | Horn, McLaren                | 3:52 |
| 6. | Punk it Up     | Horn, McLaren                | 4:11 |

| 7.  | Legba                          | Horn, McLaren   | 4:03 |
| 8.  | Jive My Baby                   | Horn, McLaren   | 5:35 |
| 9.  | Song for Chango                | Horn, McLaren   | 2:49 |
| 10. | (living on the road in) Soweto | Horn, McLaren   | 3:53 |
| 11. | World's Famous                 | Dudley, McLaren | 1:41 |
| 12. | Duck for the Oyster            | Horn, McLaren   | 2:57 |

### További dalok
1. Zulu's on a Time Bomb (Horn, McLaren)
2. She's Looking Like a Hobo (Horn, McLaren)
3. Double Dutch - New Dance Mix (Horn, McLaren)
4. Roly Poly (Horn, McLaren)
5. D'ya like Scratchin'? - with the Red River Gals (Horn, Dudley, McLaren)
6. World's Famous - Radio ID (Horn, Dudley, McLaren)

## Közreműködők
- Malcolm McLaren – ének (Talcy Malcy-ként ismert)
- Se'Divine the Mastermind – DJ, rapper (See Divine the Mastermind, Divine-ként ismert)
- JazzyJust the Superstar – DJ, rapper (Just Allah the Superstar, Just a Lot of Superstar, Justice neveken ismert)
- Trevor Horn – producer
- Anne Dudley – hangszerelés, billentyűk
- Thomas Dolby – billentyűk
- Gary Langan – doromb, hangmérnök
- J.J. Jeczalik – szintetizátor
- David Birch – gitár
- Louis Jordan – ütőhangszerek
- Keith Haring – illusztráció
- Dondi White – graffiti
- Nick Egan – borító
- további, nem jelölt zenészek – háttérvokál, basszusgitár

## Fordítás
Ez a szócikk részben vagy egészben a Duck Rock című angol Wikipédia-szócikk ezen változatának fordításán alapul.  Az eredeti cikk szerkesztőit annak laptörténete sorolja fel. Ez a jelzés csupán a megfogalmazás eredetét és a szerzői jogokat jelzi, nem szolgál a cikkben szereplő információk forrásmegjelöléseként.